# Ramón Illán Bacca
Ramón Illán Bacca Linares (Santa Marta, 21 de enero de 1938-Barranquilla, 17 de enero de 2021) fue un escritor, periodista, abogado y profesor universitario colombiano.

## Biografía
Huérfano a temprana edad debido a la eclampsia que llevó a la muerte de su madre el 28 de enero de 1938, fue criado por tías abuelas católicas y conservadoras. Desde su infancia, las conversaciones en su hogar se centraron en la guerra civil española, un tema que más tarde influyó en sus lecturas de novelas e historias. En 1944, se sometió a una operación en el ojo izquierdo para corregir el estrabismo, pero la intervención no resultó exitosa. Durante el posoperatorio, su tía Carmen leía el cuento «El príncipe feliz» de Oscar Wilde, que Ramón le hacía repetir. En su juventud, ingresó al colegio San Luis Beltrán, dirigido por padres Agustinos españoles conocidos por su disciplina rigurosa. Posteriormente, por consejo de una pariente, se matriculó en la Escuela popular infantil Eladio Pereira, donde un profesor especializado en corregir la timidez se dedicó a su educación.

### Periodo de Formación Académica y Cambios Ideológicos (1952-1958)
Entre 1952 y 1955, Ramón continuó su educación en el Liceo Celedón de Santa Marta, desafiando las expectativas de sus tías al no seguir a sus amigos que se dirigieron al San Ignacio en Medellín. Este período fue fundamental en su formación, marcando el inicio de su camino hacia la madurez y la construcción de sus ideales. Su camino hacia la formación de sus ideales se vio cuestionado cuando un primo le regaló el diccionario filosófico de Voltaire, abriendo la puerta a nuevas perspectivas. En 1954, tras recibir una explicación contundente por parte de sus tías, se vio confrontado con sus convicciones conservadoras. Durante 1955, la lectura de autores como Hemingway, Huxley y Moravia, junto con la escritura de su primer cuento, «El Reloj», influido por Francis Finn, marcaron su transición hacia nuevas expresiones literarias. Entre 1956 y 1960, estudió Derecho en la Universidad Pontificia Bolivariana de Medellín, enfrentándose a enseñanzas falangistas y abandonando su afiliación al Lauranismo en 1958. Este período también marcó sus intentos literarios y su encuentro con el historiador Luis Antonio Restrepo en 1958.

### Experiencias Post-Universitarias y Activismo (1960-1969)
Expulsado de la universidad en 1960 por su afiliación y activismo en el MRL, se trasladó a Barranquilla en 1961, intentó ingresar a la Universidad de Cartagena sin éxito y encontró un lugar en la Unilibre de Barranquilla. En 1962, se mudó a Bogotá, donde completó sus estudios de Derecho en la Universidad Libre y estableció conexiones con reconocidos escritores. Entre 1963 y 1965, ejerció como juez promiscuo municipal en Fonseca, Guajira, viviendo aislado de las noticias del mundo. En Tunja, dedicó tiempo a la lectura de obras clásicas y contemporáneas. En 1965, se trasladó a Bogotá con la intención de graduarse como abogado, pero se retiró de un Magíster de Economía debido a dificultades económicas.

### Búsqueda de Estabilidad y Actividades Literarias (1967-1979)
En 1967, encontró empleo en el Incora y se mudó a San Martín del Ariari. Sin embargo, fue destituido en 1967 y enfrentó divisiones políticas en la Universidad Libre en 1968. Regresó a Santa Marta, trabajó temporalmente como juez en El Piñón en 1968-1969 y se convirtió en secretario privado de la gobernación del Magdalena. En 1969, asumió el cargo de Juez Promiscuo Municipal en Remolino. Se trasladó a Barranquilla en 1970, estableciéndose en habitaciones alquiladas por el arquitecto Manuel Carrerá. En 1972, reemplazó provisionalmente a Antonio Vittorino como profesor de Cultura Latina en la Universidad del Norte. En 1973, fue nombrado abogado de Seguros Bolívar en Barranquilla y comenzó su labor en la edición del suplemento dominical del Diario del Caribe. En 1975, escribió «Marihuana para Göering», que se convirtió en el título de su libro publicado en 1980. En 1977, publicó «Faltan dos patas para el trípode» y ganó el premio del III concurso de cuentos de la Casa de la Cultura de Santa Marta con «Sueño con Kennedy a bordo». En 1978, la Compañía Teatral de Barranquilla presentó una adaptación de «Marihuana para Göering» en el Teatro de Bellas Artes, fortaleciendo su influencia en la escena cultural local. En 1979, expandió su presencia teatral al presentar la adaptación de «Marihuana para Göering» en diversos pueblos.
La década de 1980 marcó un hito en la carrera de Ramón Illán Bacca. Se unió como profesor de tiempo completo a la Universidad del Norte, donde compartió su conocimiento en literatura colombiana. En 1980, vio la luz su libro de cuentos «Marihuana para Göering», una obra que reunía la mayoría de sus relatos de la década anterior. Aunque la edición inicial fue embargada en su totalidad, la trascendencia de la obra se consolidó con la circulación de doscientos ejemplares.

### Consolidación en la Escena Literaria (1980-1989)
A lo largo de la década de 1980, Ramón Illán Bacca se consolidó como una figura relevante en el panorama cultural del país. En junio de 1982, su cuento «No hay canciones para Osiris Magué» obtuvo el primer lugar en el concurso de cuentos Diario del Caribe, añadiendo otro galardón a su creciente lista de reconocimientos. En 1983, su viaje a México le permitió interactuar con influyentes intelectuales como José Agustín y Vicente Leñero, enriqueciendo su perspectiva y conexiones en el ámbito literario internacional. En 1984, la Fundación Simón y Lola Guberek publicó «Cuatro narradores colombianos», incluyendo varios de sus cuentos recomendados por Germán Vargas Cantillo. Además, en junio de 1984, la revista Intermedio del Diario del Caribe dedicó un artículo titulado «Laureles para Ramón Illán», destacando su mención en un concurso de cuentos de la Universidad de Medellín con la obra «Rosas sobre tu toga, Catón».
El año 1985 marcó la conclusión de su novela «Deborah Kruel», un proyecto gestado mientras residía en El Conde. En 1987, participó en el concurso de novela de Plaza y Janés con «Deborah Kruel» y recibió la primera mención, consolidando su reputación como un talentoso narrador. En ese mismo año, sus crónicas fueron publicadas en la revista Intermedio del Diario del Caribe, y exploró el movimiento nadaísta en Barranquilla con otro artículo. En 1988, escribió «Fantasma entre las flores» para el Concurso de cuentos Jorge Zalamea y contribuyó al periodismo cultural con artículos en la Revista Huellas. En octubre de 1989, Carlos Jota María destacó la presencia continua de Ramón Illán Bacca en la escena literaria en una serie de tres artículos en el Diario del Caribe.

### Logros y Reconocimientos Internacionales (1990-1999)
El año 1990 marcó un hito importante con la publicación de su novela «Deborah Kruel» bajo la editorial Plaza & Janes, anticipada por la expectación y preparativos a su alrededor. Carlos J. María contribuyó al análisis de la novela con dos artículos en el Diario del Caribe. En este mismo año, se publicó una selección de artículos bajo el título «Crónicas casi históricas», proporcionando una visión única de la perspectiva literaria y cultural de Ramón Illán Bacca. En 1991, su obra «Marihuana para Göering» fue traducida por la editorial francesa François Majault, obteniendo reconocimiento internacional. Durante los años 1992-1995, su presencia en la escena literaria se consolidó con diversas contribuciones significativas, incluyendo la selección de un cuento para la antología «Colombie à choeur ouvert» y ajustes a su cuento «Marihuana para Göering». En 1993, añadió a su repertorio el cuento «Señora Tentación» y exploró la crónica periodística con el artículo «Entrevista con Alfonso Fuenmayor». En 1994, se publicó «Nostromo», una selección de cuentos que incluía contribuciones literarias de Ramón, consolidando su influencia en diversos espacios culturales y geográficos. En 1996, su novela «Maracas en la ópera» fue galardonada con el premio del concurso de novela de la Cámara de Comercio de Medellín, marcando un hito importante en su carrera. Además, expandió su presencia internacional con la publicación del artículo «Cuando se llamaba Marvel Luz» en la revista Caravelle de la Universidad de Toulouse-Le Mirail en Francia. En 1997, participó en el Coloquio Internacional sobre Marvel Moreno en la Université de Toulouse-Le Mirail, demostrando su estatus como una figura literaria relevante y respetada. En 1998, se publicó «Escribir en Barranquilla» bajo Ediciones Uninorte, contribuyendo al entendimiento de la escena literaria en la ciudad costeña. En 1999, la editorial Planeta lanzó la edición comercial de «Maracas en la ópera», consolidando su impacto a nivel nacional y editando el libro «Cuentos de fin de siglo», que presentaba dos cuentos de Ramón.

### Contribuciones Literarias y Reconocimientos (2000-2007)
En el año 2000, Ramón Illán Bacca desempeñó un papel activo en la creación de la «Antología 25 cuentos barranquilleros», una obra que él mismo elaboró y que fue editada por Ediciones Uninorte. Esta selección se convirtió en un hito al ser la única recopilación de cuentos del Atlántico. El criterio del compilador fue destacar cuentos más importantes que buenos, evidenciando su enfoque selectivo y su deseo de resaltar la calidad literaria de la región. En 2001, su presencia internacional se consolidó con la publicación en Alemania de la antología «Y soñaron con la vida», que incluyó su cuento «El espía inglés». Este logro subrayó su capacidad para trascender fronteras y participar en contextos literarios globales. El año 2002 marcó un hito con la publicación de su novela «Disfrazate como quieras» editada por Seix Barral. Aunque la recepción fue modesta, Ramón participó en una tertulia literaria en el Club ABC de Barranquilla en noviembre de 2002, brindando un espacio para discutir su obra. Sin embargo, la venta del libro enfrentó desafíos, incluso entre los miembros de la comparsa homónima, evidenciando las dificultades en el mundo editorial. A principios de 2003, Ramón fue invitado a participar en un panel sobre literatura en la Feria del libro de Cali, mostrando su continua presencia en eventos literarios a nivel nacional. A fines de marzo de 2003, contribuyó a la programación de la Cátedra Europa de la Universidad del Norte con una conferencia sobre Hermann Hesse, subrayando su versatilidad y conocimiento en el ámbito literario. En abril de 2003, en la Feria del libro de Bogotá, se lanzó la compilación de los sesenta números de la Revista Voces, dirigida por Ramón Illán Bacca. El prólogo de esta obra fue publicado en la revista Malpensante y en la edición de la Revista Dominical de El Heraldo de Barranquilla, consolidando su contribución al desarrollo literario y cultural en Colombia. En abril de 2004, Ramón recibió un notable reconocimiento al dedicar la semana del idioma en los colegios oficiales de Bolívar a la divulgación de su obra. Se realizaron montajes de sus obras «Marihuana para Göering» y «Rosas sobre tu toga», mientras El Universal de Cartagena le dedicó dos dominicales con ensayos sobre su contribución literaria. En noviembre de 2004, su destreza en el periodismo cultural se vio recompensada con el premio Seguros Bolívar por el artículo «Voces de Barranquilla», publicado en la revista El Malpensante. Este reconocimiento no solo resaltó su habilidad narrativa sino también su impacto en la escena cultural de Barranquilla. En diciembre de 2004, viajó a Valparaíso, Chile, como parte de una delegación del Carnaval de Barranquilla. Durante su estancia, enriqueció el panorama cultural al dictar dos conferencias sobre este emblemático carnaval.
En abril de 2005, partió hacia Barcelona para participar en las Jornadas de la Universidad Autónoma de Barcelona, ofreciendo una conferencia titulada «Ramón Vinyes en Barranquilla» junto al sociólogo Adolfo González. Durante este periodo, el cineasta Jorge Hiller García completó un guion cinematográfico basado en la operación Pelícano y en dos capítulos de su novela «Deborah Kruel». En el transcurso de 2005, inició una columna regular en el Magazin Dominical de El Heraldo de Barranquilla bajo el título «Puntos de Bizca», consolidando su presencia en la prensa local y continuando su aporte a la cultura barranquillera. En 2006, el reconocimiento a la vida y obra de Ramón Illán Bacca se profundizó con el inicio del proyecto documental «Una vida sin épica», llevado a cabo por los cineastas Edgar López y Viviana Echávez. Este documental pretendía ofrecer una mirada más cercana a la vida del autor, destacando su contribución a la literatura y la cultura barranquillera. En enero de 2006, fue invitado al Hay Festival en Cartagena, donde tuvo la oportunidad de conocer a Gabriel García Márquez. Aunque la interacción fue breve, este encuentro se convirtió en un hito significativo. En el mismo año, publicó en la revista El Malpensante un texto titulado «De cómo no he conocido a García Márquez», complementado con dos fotografías de este encuentro. En agosto de 2006, Ramón Illán Bacca fue invitado como conferencista especial al XIII Congreso de historiadores de Colombia en Bucaramanga. La conferencia titulada «Barranquilla Historia y literatura» fue posteriormente publicada en la revista Santander de la UIS. El reconocimiento a su legado literario se materializó en octubre de 2006, cuando el Centro Cultural Cayena rindió homenaje a RIBAL. Se llevó a cabo un panel con la participación de destacadas personalidades, destacando la continua valoración y homenaje a la figura literaria de Ramón Illán Bacca.

### Exploración editorial y Reconocimientos (2007-2010)
En enero de 2007, Ramón fue invitado al Carnaval de las Artes patrocinado por la Fundación La Cueva de Barranquilla. Participó en el panel de los humoristas, planteando la pregunta intrigante: «¿por qué estoy aquí?». En abril de 2007, en la Feria del libro de Bogotá, se lanzó la segunda edición de «Crónicas casi históricas», consolidando la presencia continua de Ramón en el ámbito literario colombiano. Además, dictó conferencias en Valledupar, Riohacha y Barranquilla a través del programa Renata, contribuyendo a la difusión de su obra y experiencia en distintas regiones. En enero de 2007, Ramón Illán Bacca fue invitado al Carnaval de las Artes, respaldado por la Fundación La Cueva de Barranquilla. Su participación en el panel de humoristas, junto a destacadas figuras como Fontanarosa, Daniel Samper, Diego León Hoyos, Isabela Santodomingo y Vlado, fue un hito. Durante su intervención, planteó la intrigante pregunta: «¿por qué estoy aquí?». En abril de 2007, en la Feria del libro de Bogotá, se lanzó la segunda edición de «Crónicas casi históricas», consolidando la presencia continua de Ramón en el ámbito literario colombiano. Además, dictó conferencias en Valledupar, Riohacha y Barranquilla a través del programa Renata, contribuyendo a la difusión de su obra y experiencia en distintas regiones. En noviembre de 2007, se enfrentó al desafío de romper 150 páginas del borrador de una novela inicialmente titulada «El hundimiento del circo». Este acto reveló la dedicación y exigencia que caracterizan su proceso creativo. Además, su fotografía se exhibió en el parque cultural de Barranquilla junto a otras figuras literarias destacadas.
En enero de 2008, la editorial Pijao Editores solicitó a Ramón una novela corta para formar parte de una serie de escritores colombianos post García Márquez. En respuesta, envió la noveleta titulada «La mujer del defenestrado», presentada en la Feria del libro de Bogotá junto con las obras de otros 50 autores del sello Pijao Editores. Este periodo se destacó por la consolidación de su presencia en eventos literarios y la participación activa en nuevos proyectos editoriales. En abril de 2008, Ramón impartió una conferencia en Manizales sobre la literatura en Barranquilla, resaltando su participación activa en eventos literarios fuera de su ciudad natal. Posteriormente, en abril del mismo año, ofreció otra conferencia en Comfamiliar, abordando nuevamente el tema de la literatura en Barranquilla y compartiendo su experiencia con audiencias locales. En julio de 2008, participó en el festival Malpensante, consolidando su presencia en la escena cultural y literaria colombiana. En octubre del mismo año, recibió un reconocimiento por parte de la Universidad de Cali, otorgado por la Facultad de Letras. Este reconocimiento, compartido con otras personalidades destacadas, resaltó su contribución a la literatura. En noviembre de 2008, integró una delegación que viajó a España para participar en la Cátedra Colombia, un evento organizado por la embajada colombiana en Madrid. Este grupo, compuesto por figuras influyentes, fortaleció los lazos literarios internacionales.

### Nuevos proyectos y muerte (2009 en adelante)
El 3 de mayo de 2009, envió su novela «El hundimiento del circo» a Random House Mondadori en Bogotá. Sin embargo, irónicamente, el título no logró resistir y también se hundió en este contexto editorial. En junio de 2009, viajó a Montería como conferencista en un homenaje a David Sánchez Juliao, enfrentando algunas dificultades logísticas en su experiencia. En agosto de 2009, durante la Feria del Libro en Bogotá, su gestor literario lo esquivó y desapareció en el evento, evidenciando desafíos en su trayectoria literaria. Este periodo reflejó tanto reconocimientos significativos como experiencias desafiantes en su camino como escritor. A principios de 2009, Ramón Illán Bacca estableció contacto con Alfaguara a través de Mario Jursich, dando paso a la posible publicación de su novela «El hundimiento del circo». Sin embargo, el destino pareció tener otros planes y la obra volvió a hundirse, enfrentando desafíos en su camino editorial. El 11 de noviembre de 2009, en la Cinemateca del Caribe, se presentó el documental «Una vida sin épica», creado por Edgar López y Viviana Echávez. Este evento fue un éxito, llenando la sala de cine y destacando la importancia de su vida y obra. El 4 de diciembre de 2009, Patricia Iriarte acompañó a Ramón a Santa Marta para realizar un documental de 24 minutos para Telecaribe, posteriormente titulado «Cuéntanos Ramón». Este proyecto audiovisual profundizó en la vida y las experiencias del reconocido escritor. Comenzando el año 2010, apareció el libro de cuentos «Como llegar a ser japonés», editado por Ediciones Uninorte. En agosto de ese mismo año, Ramón presentó la edición rescatada de la revista «Crónica» en la Feria del libro de Bogotá. También en agosto de 2010, se presentó en el Gimnasio Moderno de Bogotá el documental «Una vida sin épica» de Edgar López y Viviana Echávez. En esos días, firmó un contrato con Planeta para escribir la novela «La mujer barbuda», destacando la influencia decisiva de Leonel Giraldo como editor en este acuerdo. En septiembre de 2010, Ramón visitó Cúcuta para participar en la Feria del libro, aunque enfrentó contratiempos debido al retraso del gobernador, limitando su participación en el evento. Estos años destacaron por nuevos proyectos, reconocimientos y desafíos en su carrera literaria. En 2010, Ramón Illán Bacca asumió el papel de jurado en un concurso de poesía junto a Miguel Iriarte y John Junieles. Posteriormente, viajó desde Cúcuta a Medellín para participar en la Feria del libro. Durante una mesa redonda, ofreció una conferencia titulada «¿Soy independiente?» donde compartió espacio con destacados escritores.  En octubre de 2010, le detectaron un lipoma en la tetilla derecha, marcando un acontecimiento en su salud que enfrentaría en los meses siguientes. Bacca nunca se casó ni tuvo hijos. El 17 de enero de 2021 amaneció muerto a causa de un infarto en el Hogar Madre Marcelina de Barranquilla, donde vivía retirado.

## Obra
Ramón Illán Bacca representa la literatura de la Costa Caribe colombiana donde configura diferentes elementos de hitos culturales, sociales y políticos que han cicatrizado el devenir histórico de su obra, como lo menciona Guillermo Tedio, su literatura coinciden con el sentido profundo e inteligente del humor y sátira que toca toda su labor de escritura, esta virtud no lo desacredita como un autor serio, sino que lo reconoce con la capacidad de combinar elementos de rigor histórico, a pesar de su manejo trivial de situaciones, con una rigurosa profundidad acerca del tema, donde se escribe como comedia lo que la historia ha oficializado como tragedia, donde se da levedad a los argumentos fuertes, de tal manera permite ver una nación en crisis y un Estado disfuncional, algunas novelas pueden ser vistas como parodia de las novelas detectivescas, y hay una crítica satírica hacia los códigos y conflictos de la nación, así sus obras pueden responder a los contextos históricos de inestabilidad sociopolítica, sugiriendo cuestionamientos hacia la problemática social de Colombia ocasionada por la debilidad del estado.

### Novela

#### La mujer barbuda(2011)
Tiburcio del Valle es el padre de dos gemelas cuyos nombres son Perpetuo Socorro y María Perfecta. Para María perfecta, el mundo no presenta ninguna dificultad, al contrario, su hermana Perpetuo Socorro ha tenido que enfrentar la vida con una abundante barba que le ha hecho las cosas más difíciles, a diario trabaja en un circo donde expone su peculiar defecto, que le ayuda a sobrellevar la vida. Un naufragio frente a las costas de la Guajira se lleva consigo al barco que transportaba al circo a Venezuela, el naufragio se ve nublado por los rumores de un complot contra el general Reyes, enturbian las diferentes versiones sobre el acontecimiento sucedido al barco. Diferentes secretos y perspicacias van saliendo a luz, como grandes y pequeños secretos de la vida de la mujer barbuda , así como diarios y manuscritos personales que revelan lo inusual del circo.

#### La mujer del defenestrado(2008)
La historia inicia donde termina y termina pronto, ya que es una novela corta que se lee «en una sola sentada», debido a que su hilo hipnótico atrapa a quien se acerca a esta. Todo en la obra parece dicho desde el principio. La Nena es la culpable de un asesinato del cual sólo puede ser defendida por su amante, el cual es su abogado, pero al mismo tiempo es quien la delata no ante ningún juez, sino ante los lectores, ya que es el testigo que narra la historia.

#### Disfrázate como quieras(2002)
Carlos de Oro habla acerca de esta novela, donde reconoce su tema central acerca de la investigación de un doble asesinato, el juez Sócrates Bruno Manos Albas, intentará aclarar la causa de las muerte de Mecoro Montes y Jerónimo Carazúa. Manos Albas carece de todas las características indispensables para resolver el caso exitosamente, no posee las virtudes de detective y a partir de esta investigación se remite a su pasado como estudiante, a sus aventuras amorosas, a su vida profesional y familiar. En el caso se indican diferentes posibilidades para la solución de este asesinato, que no son llevadas a cabo por la poca efectividad de Manos Albas, sino que éstas son sugeridas por medio de cartas que diversos testigos le hacen llegar, entre ellos Gering y Bermúdez Díaz Granados.

#### Maracas en la ópera(1996)
Maracas en la ópera narra la historia de Villa Brastislava, una casa de citas de principios de siglo cuya construcción y destrucción será el punto para retratar la vida de tres generaciones de la familia Antonelli-colonna, donde el autor hace mención de los diversos hechos políticos que han tenido lugar en la costa colombiana desde los finales del siglo XIX, entre los hechos históricos encontramos el asalto italiano a Cartagena de Indias (1898), la separación de Panamá (1903), la gran batalla de Ciénaga (1900), la masacre de las bananeras (1928), y el asesinato del líder liberal Jorge Eliécer Gaitán, el Bogotazo (9 de abril de 1948).

#### Deborah Kruel (1990)
Deborah Kruel abre con un fragmento de prensa donde se informa la presencia de un bombardero alemán en La Guajira. Gunter Epiyú inicia una investigación de espionaje y contraespionaje, averiguando quién fue Deborah Kruel, donde ella es quien sirve de telón alrededor de toda la investigación. Otra faceta narrativa la conforman los monólogos de Benjamín Avilés, ¿un alter ego del escritor?, un adolescente precoz, lector de novelas, quien sufre de una miopía progresiva, y que sirve de cómplice para revelar el misterio. 

### Cuento

#### El espía inglés (2001)
El Espía inglés es una colección de cuentos realizada por el fondo editorial EAFIT, « Antorcha y Daga» en 2001. Esta colección comprende dieciséis cuentos, entre ellos Cómo ser japonés, El espía Inglés, Cuando la noche cae, Fantasma entre las flores, La sobra de Greta, La visita, Un caso para Bruno Manos Albas, Las ventanas tapidadas del paraíso, Edipo toca flauta, Miss Catharsis, Nadie diga ser más que García, Nikita Ad Portas, Pasajero en la noche, No hay canciones para Osiris Magué, En la guerra no hay manzanas, Rosas sobre tu toga.

#### Señora Tentación (1994)
Es un libro publicado por MI editores en Barranquilla que contenía los mismos cuentos que Marihuana para Göering Y cuatro narradores colombianos

#### Marihuana para Goering (1981)
Es una colección de cuentos cortos publicada por la editorial Lallemand Abramuck, donde se encuentran los relatos: Marihuana para Goering, cuento que le da el título a la colección, Faltan dos patas para el Trípode, La apoteosis de Mari Puspan, Sueño con Kennedy a bordo, Y ahora con ustedes.... Tongolele!, En la Guerra no hay manzanas, En el Mar la Vida es sabrosa, Poeta muerto en Letras rojas, Si no fuera por la Zona Caramba.

## Obra publicada
Libros de cuento
- Marihuana para Goering, 1979 (En 1976 el propio Bacca adaptó para teatro el cuento que da título al volumen y lo montó y dirigió Jairo Aníbal Niño)
- Tres para una mesa, 1991
- Señora tentación, 1994
- El espía inglés, 2001
- Como llegar a ser japonés: selección de cuentos, 2010
- Gato suelto y feliz y otros cuentos, 2012

Novelas
- Deborah Kruel, 1990
- Maracas en la ópera, 1996
- Disfrázate como quieras, 2002
- La mujer del defenestrado, 2008
- La mujer barbuda, 2011

Crónica
- Crónicas casi históricas, 1990

Ensayo
- Escribir en Barranquilla, 1998

Como antólogo
- Veinticinco cuentos barranquilleros, 2000[11]

Como editor
- Voces 1917 -1920, 2003
- Había una vez en Barranquilla, 2013

## Cuentos en antologías
- Cuatro narradores colombianos, 1984

## Premios
- Primer Premio del III Concurso de Cuento del Instituto de Cultura del Magdalena, 1979
- Primer Premio del Concurso de Cuento Regional Diario del Caribe, 1981
- Finalista del quinto «Concurso de novela colombiana Plaza & Janés», 1987, con Deborah Kruel
- Primer Premio del tercer «Concurso Nacional de Novela Cámara de Comercio de Medellín», 1995, con Maracas en la ópera
- Premio Simón Bolívar de Periodismo Cultural, 2004
- Premio Vida y Obra Portafolio de Estímulos para el Desarrollo Artístico y Cultural del Distrito de Barranquilla, 2018
- Medalla Sol del Norte, máxima distinción de la Universidad del Norte, Barranquilla, 2018